# СПАД S.XIII
СПАД S.XIII (фр. SPAD S.XIII) је француски ловачки авион који је производила фирма СПАД (фр. Société de Production des Aéroplanes Deperdussin - SPAD). Први лет авиона је извршен 1917. године. 

Један је од најзначајнијих авиона Првог светског рата. Укупно је направљено 8472 примерака. Први авиони су послати на западни фронт крајем маја 1917, а до краја рата су осим у РВ Француске уведени у наоружање Краљевине Србије, РВ Велике Британије, САД, Италије и Белгије. После рата су извезени још и у Чехословачку, Краљевство СХС/Југославију, Пољску и Јапан.

## Пројектовање и развој
Авион СПАД S.XIII је пројектован на основу свог претходника СПАД S.VII, имао исту концепцију био је једномоторни двокрилац дрвене конструкције, са оплатом углавном од тканине. У односу на свог претходника био је већи, тежи и боље наоружан. Наоружан је био са два Вицкерс митраљези са по 400 метака по митраљезу.  Погонска група му је била мотор Хиспано-Суиза 8Ba са 200 KS (150 kW), али касније повећањем степена компресије добијени мотори 8Bc или 8Be са снагом 220 KS (160 kW).  Збир тих побољшања авион је имао приметна побољшања у лету и борбене перформансе. Био је бржи од својих главних конкурената, британског Sopwith Camel и немачког Fokker D.VII, а без обзира на његове релативно велике димензије, имао је добру брзину пењања. СПАД S.XIII је био познат по својој брзини и могућности понирања, иако су му маневарске могућности биле лошије. Пошто је био нестабилан при малим брзинама,  брзина слетања му је била већа што је захтевало дуже слетне стазе.

## Технички опис
Труп авиона СПАД S.VII је био овалног облика, дрвене конструкције сем носача мотора који је био направљен од заварених челичних цеви. Предњи део авиона у коме се налази мотор и носач мотора је обложен алуминијумским лимом а остатак дела тупа је обложен импрегнираним платном,
У трупу авиона се налази једноседа кабина за пилота авиона који је од ваздушних струја био заштићен ветробраном. Кокпит је опремљен свим потребним инструментима за контролу лета и мотора авиона.
Авион је био је опремљен течношћу хлађеним линијским мотором са V распоредом цилиндара, Hispano-Suiza 8Ba (8Bc и 8Be) снаге 150/160 kW. На вратилу мотора је била причвршћена двокрака, вучна, дрвена елиса, фиксног корака, чије су нападне ивице биле оковане металним лимом. Испред мотора се налазио хладњак за расхладну течност опремљен шалузинама којима се могао регулисати проток ваздуха кроз хладњак и тиме обезбеђивао оптималан рад мотора.
Крила су била дрвене конструкције са две рамењаче, правоугаоног облика, пресвучена импрегнираним платном релативно танког профила. Крилца за управљање авионом су се налазила само на горњим крилима. Крила су између себе била повезана са четири пара дрвених упорница. Затезачи су били од клавирске челичне жице. Новина код овог авиона је била та што се укрштање затезача налазило на средњим упорницама, тако да се на тај начин елиминисало вибрирање затезача у току лета и тиме смањивао отпор ваздуха и повећавала брзина авиона. Конструкција репних крила и вертикални стабилизатор су били направљени од дрвета пресвучени платном.
Стајни трап је био класичан фиксан са крутом осовином, релативно великим точковима са гумама високог притиска а на репном делу се налазила еластична дрвена дрљача.

## Техничке карактеристике
Највећа брзина авиона при хоризонталном лету је износила 222 km/h.
Распон крила авиона је био 8,25 метара, а дужина трупа 6,25 метара. Празан авион је имао масу од 601 килограма. Нормална полетна маса износила је око 856 килограма. У наоружању су била 2 синхронизована митраљеза Викерс калибра 7,7 милиметара.

## Наоружање
| Наоружање авиона: СПАД         |          |
| Ватрено (стрељачко) наоружање  |          |
| Топ                            |          |
| Митраљез                       |          |
| Број и ознака митраљеза        | 2 Викерс |
| Калибар                        | 7,7      |
| Бомбардерско наоружање (бомбе) |          |
| Ракетно наоружање (ракете)     |          |

## Оперативно коришћење
Укупно је направљено 8.472 примерака авиона СПАД S.XIII. Први авиони су послати на западни фронт крајем маја 1917. године. С обзиром да је СПАД S.XIII био у ствари побољшана верзија авиона СПАД S.VII, са провереним техничким решењима (побољшано наоружање и повећана снага мотора) мислило се да ће замена дотрајалих авиона СПАД S.VII и Нијепора бити ефикаснија, нажалост проблеми у производњи довели су до приличног кашњења у испоруци нових авиона. Ови авиони су испоручивани фронтовима све до ступања на снагу примирја. Поред француске војске ове авионе су користили још и Британски експедициони корпус, Ваздухопловство САД у Европи, Војска Белгије и Холандије а после рата ови авиони су извезени у Грчку, Србију, Чехословачку, Пољску и Јапан. У погледу ловачке авијације може се слободно рећи да је овај авион окончао Први светски рат. У оперативној служби Француског ваздухопловства овај авион се као ловац задржао до 1923. године а у осталим земљама знатно дуже.

### Коришћење авиона СПАД S.XIII у Србији и Краљевини СХС/Југославији
Краљевина СХС је од Француске 1919. године добила 32 авиона СПАД од којих 11 су били СПАД S.XIII. Ти авиони су били основни ловачки авиони и то до половине двадесетих година то јест док се нису појавили ловци Девоатин. Када је престала оперативна употреба ових ловаца они су се користили до 1930. године у пилотским школама за обуку пилота.

## Корисници
| - Аргентина - Белгија - Бразил - Чехословачка - Финска - Француска - Грчка - Краљевина Италија - Јапанско царство - Пољска | - Краљевина Србија - Совјетски Савез - Тајланд - Шпанија - Турска - Уједињено Краљевство - Сједињене Државе - Уругвај - Краљевина Југославија - Руска Империја |